# Zhuxian, Chongqing
Zhuxian (kinesiska: 竹贤) är en socken i sydvästra Kina. Den ligger i häradet Wushan i storstadsområdet Chongqing, omkring 390 kilometer nordost om det centrala stadsdistriktet Yuzhong. Antalet invånare är 3 928. Befolkningen består av 1 847 kvinnor och 2 081 män. Barn under 15 år utgör 19,0 %, vuxna 15-64 år 67 %, och äldre över 65 år 13,0 %.